# Víctor Camarasa
Víctor Camarasa Ferrando (Meliana, Valencia, 28 de mayo de 1994) es un futbolista español. Juega de centrocampista y su equipo es el C. D. Eldense de la Segunda División de España.

## Trayectoria
Nacido en Meliana, Comunidad Valenciana, Camarasa se incorporó a la cantera del Valencia C. F. en 2001. A los diez años más tarde quedó como agente libre, y, finalmente, terminó su formación en el Levante U. D., con el Levante Unión Deportiva "B" en la temporada 2012-13, en Segunda División B.
El 7 de diciembre de 2013 Camarasa disputó su primer partido oficial con el primer equipo, en la Copa del Rey, después de una derrota en el partido de ida de 0-1 contra el Recreativo de Huelva. y anotó su primer gol en el minuto 17, contribuyendo al pase de la eliminatoria de su equipo en el partido de vuelta que ganaron en casa por un 4-0. Dos días después firmó un nuevo contrato de seis años con el club,
De cara a la temporada 2014-15 siguió con ficha del filial, aunque se ganó un puesto durante los primeros partidos como titular en el primer equipo a las órdenes de José Luis Mendilibar. Además, el 4 de octubre de 2014 marcó su primer gol en la primera división en un empate frente a la SD Eibar (3-3).
En el verano de 2016, y tras el descenso del Levante, marchó cedido por una temporada al Deportivo Alavés y en junio de 2017, fue traspasado por el Levante, por 8 millones de euros al Real Betis por el 80% del jugador. Firmó por 4 temporadas con el equipo bético, con el que fue presentado el 29 de junio de 2017.
El 9 de agosto de 2018 fue cedido al Cardiff City F. C. de la Premier League por una temporada. Un año después regresó a la Premier League para jugar, también como cedido, en el Crystal Palace F. C.
Sin apenas protagonismo en el Crystal Palace, en enero de 2020 regresó al Deportivo Alavés en calidad de cedido hasta final de temporada. Al término de la misma puso fin a su segunda etapa en el conjunto vitoriano.
El 1 de febrero de 2023, tras haberse desvinculado del Real Betis Balompié, el Real Oviedo anunció su fichaje hasta final de curso a expensas de superar el reconocimiento médico. La siguiente campaña siguió en el equipo y en el mes de septiembre el club comunicó que iba a ser baja durante un tiempo indefinido debido a problemas de salud mental.
El 10 de julio de 2024 firmó por una temporada con el C. D. Eldense.

## Selección nacional
Fue internacional a nivel sub-21 por España. Jugó su primer encuentro en noviembre de 2014 contra Bélgica.

## Estadísticas
Actualizado al último partido disputado el 4 de mayo de 2025.
| Club                                                                     | Div.          | Temporada     | Liga  | Liga  | Copas nacionales(1) | Copas nacionales(1) | Copas internacionales | Copas internacionales | Total | Total |
| Club                                                                     | Div.          | Temporada     | Part. | Goles | Part.               | Goles               | Part.                 | Goles                 | Part. | Goles |
| ------------------------------------------------------------------------ | ------------- | ------------- | ----- | ----- | ------------------- | ------------------- | --------------------- | --------------------- | ----- | ----- |
| Levante U. D. "B" · España                                               | 2.ª B         | 2012-13       | 1     | 0     | —                   | —                   | —                     | —                     | 1     | 0     |
| Levante U. D. "B" · España                                               | 2.ª B         | 2013-14       | 26    | 0     | —                   | —                   | —                     | —                     | 26    | 0     |
| Levante U. D. "B" · España                                               | Total club    | Total club    | 27    | 0     | 0                   | 0                   | 0                     | 0                     | 27    | 0     |
| Levante U. D. · España                                                   | 1.ª           | 2013-14       | 3     | 0     | 6                   | 1                   | —                     | —                     | 9     | 1     |
| Levante U. D. · España                                                   | 1.ª           | 2014-15       | 24    | 2     | 4                   | 0                   | —                     | —                     | 28    | 2     |
| Levante U. D. · España                                                   | 1.ª           | 2015-16       | 34    | 2     | 0                   | 0                   | —                     | —                     | 34    | 2     |
| Levante U. D. · España                                                   | Total club    | Total club    | 61    | 4     | 10                  | 1                   | 0                     | 0                     | 71    | 5     |
| Deportivo Alavés · España                                                | 1.ª           | 2016-17       | 31    | 3     | 6                   | 0                   | —                     | —                     | 37    | 3     |
| Real Betis Balompié · España                                             | 1.ª           | 2017-18       | 24    | 1     | 2                   | 0                   | —                     | —                     | 26    | 1     |
| Cardiff City F. C. Gales                                                 | 1.ª           | 2018-19       | 32    | 5     | 1                   | 0                   | —                     | —                     | 33    | 5     |
| Cardiff City F. C. Gales                                                 | Total club    | Total club    | 32    | 5     | 1                   | 0                   | 0                     | 0                     | 33    | 5     |
| Crystal Palace F. C. Inglaterra                                          | 1.ª           | 2019-20       | 1     | 0     | 1                   | 0                   | —                     | —                     | 2     | 0     |
| Crystal Palace F. C. Inglaterra                                          | Total club    | Total club    | 1     | 0     | 1                   | 0                   | 0                     | 0                     | 2     | 0     |
| Deportivo Alavés · España                                                | 1.ª           | 2019-20       | 17    | 0     | —                   | —                   | —                     | —                     | 17    | 0     |
| Deportivo Alavés · España                                                | Total club    | Total club    | 48    | 3     | 6                   | 0                   | 0                     | 0                     | 54    | 3     |
| Real Betis Balompié · España                                             | 1.ª           | 2020-21       | 0     | 0     | 0                   | 0                   | —                     | —                     | 0     | 0     |
| Real Betis Balompié · España                                             | 1.ª           | 2021-22       | 7     | 0     | 0                   | 0                   | —                     | —                     | 7     | 0     |
| Real Betis Balompié · España                                             | Total club    | Total club    | 31    | 1     | 2                   | 0                   | 0                     | 0                     | 33    | 1     |
| Real Oviedo · España                                                     | 2.ª           | 2022-23       | 11    | 0     | —                   | —                   | —                     | —                     | 11    | 0     |
| Real Oviedo · España                                                     | 2.ª           | 2023-24       | 10    | 2     | 2                   | 0                   | —                     | —                     | 12    | 2     |
| Real Oviedo · España                                                     | Total club    | Total club    | 21    | 2     | 2                   | 0                   | 0                     | 0                     | 23    | 2     |
| C. D. Eldense · España                                                   | 2.ª           | 2024-25       | 27    | 0     | 0                   | 0                   | —                     | —                     | 27    | 0     |
| C. D. Eldense · España                                                   | Total club    | Total club    | 27    | 0     | 0                   | 0                   | 0                     | 0                     | 27    | 0     |
| Total carrera                                                            | Total carrera | Total carrera | 248   | 15    | 22                  | 1                   | 0                     | 0                     | 270   | 16    |
| (1) Incluye datos de la Copa del Rey y la Copa de la Liga de Inglaterra. |               |               |       |       |                     |                     |                       |                       |       |       |

## Palmarés

### Títulos nacionales
| Título       | Club                | País   | Año  |
| ------------ | ------------------- | ------ | ---- |
| Copa del Rey | Real Betis Balompié | España | 2022 |